# 道渓駅
道渓駅（トゲえき）は、大韓民国江原特別自治道三陟市道渓邑にある韓国鉄道公社 (KORAIL) 嶺東線の駅である。

## 駅構造
- 島式ホーム1面2線の地上駅。その両側にはそれぞれ3～4本の側線がある。

## 歴史
- 1940年8月1日 - 開業。
- 2016年1月9日 - チューチューパークスイッチバックトレイン運行開始[1]

## 隣の駅
韓国鉄道公社
嶺東線
東栢山駅 - (ソラン信号場) - 道渓駅 - (古士里駅) - (下古士里駅) - (馬次里駅) - 新基駅